# The Horrors
The Horrors er et band fra England, dannet i 2005.

## Medlemmer
- Faris Badwan – vokal
- Joshua Hayward – guitar
- Tom Cowan – synthesizer
- Rhys Webb – bas
- Joseph Spurgeon – trommer

## Diskografi

### Studiealbum
- Strange House (Loog, 2007)
- Primary Colours (XL Recordings, 2009)
- Skying (XL Recordings, 2011)
- Luminous (2014)

### EP'er
- The Horrors EP (Stolen Transmission, 2006)

### Singler
- Sea Within a Sea (XL Recordings, 2009)